# Verwaltungsgemeinschaft Fichtelberg
Die Verwaltungsgemeinschaft Fichtelberg im oberfränkischen Landkreis Bayreuth wurde im Zuge der Gemeindegebietsreform am 1. Mai 1978 gegründet und zum 1. Januar 1994 wieder aufgelöst.
Ihr gehörten die Gemeinden Fichtelberg und Mehlmeisel an.
Sitz der Verwaltungsgemeinschaft war Fichtelberg.